# Кизил-Даг (Чаа-Хольський кожуун)
Сільське поселення (сумон) Кизил-Даг (рос.: Кызыл-Даг) входить до складу Чаа-Хольського кожууна Республіки Тива Російської Федерації. Адміністративний центр село Булун-Терек. Відстань до с. Чаа-Холь 6 км, до Кизила — 153 км, до Москви — 3814 км.

## Населення
Населення сумона станом на 1 січня року
| Рік    | 2011 | 2012 | 2013 | 2014 | 2015 |
| ------ | ---- | ---- | ---- | ---- | ---- |
| Насел. | 1073 | 1090 | 1089 | 1113 | 1110 |